# Rudina
Rudina (in ungherese Nagyrudas) è un comune della Slovacchia facente parte del distretto di Kysucké Nové Mesto, nella regione di Žilina.